# Home Nations Championship 1884
Home Nations Championship 1884 var det andet Home Nations Championship i rugby union. Mesterskabet havde deltagelse af England, Irland, Skotland og Wales, og der blev spillet seks kampe i perioden 5. januar – 12. april 1884.
England vandt turneringen for andet år i træk ved at slå de tre andre hold, og vandt dermed ligeledes triple crown for andet år i træk.
Dette mesterskab huskes imidlertid mest for den konflikt, der opstod i kampen mellem England og Skotland, hvor skotterne protesterede over scoringen af englændernes vindende forsøg. Holdene var uenige om fortolkningen af en konock-on-regel, der blev anvendt da Englands Richard Kingsley scorede forsøget, men Skotland blev bedt om acceptere kendelsen. De bitre følelser, som situationen medførte, resulterede i oprettelsen af International Rugby Board i 1886 med det formål at skabe et regelsæt, som alle medlemmer var enige om.

## Resultater
Kampene blev afgjort efter flest scorede mål. Hvis holdene stod lige, blev flest scorede forsøg afgørende.
| Dato             | Kamp               | Res.        | Spillested |
| ---------------- | ------------------ | ----------- | ---------- |
| 5. januar 1884   | England – Wales    | (2) 1–1 (0) | Leeds      |
| 12. januar 1884  | Wales – Skotland   | 0–1         | Newport    |
| 4. februar 1884  | Irland – England   | 0–1         | Dublin     |
| 16. februar 1884 | Skotland – Irland  | 2–0         | Edinburgh  |
| 1. marts 1884    | England – Skotland | 1–0         | London     |
| 12. april 1884   | Wales – Irland     | 1–0         | Cardiff    |

| Plac. | Hold     | Kampe | Kampe | Kampe | Kampe | Mål   | Mål | Point |
| Plac. | Hold     | K     | V     | U     | T     | Score | ±   | Point |
| ----- | -------- | ----- | ----- | ----- | ----- | ----- | --- | ----- |
| 1.    | England  | 3     | 3     | 0     | 0     | 3-1   | +2  | 6     |
| 2.    | Skotland | 3     | 2     | 0     | 1     | 3-1   | +2  | 4     |
| 3.    | Wales    | 3     | 1     | 0     | 2     | 2-2   | 0   | 2     |
| 4.    | Irland   | 3     | 0     | 0     | 3     | 0-4   | −4  | 0     |